# Mânjești (okręg Vaslui)
Mânjești – wieś w Rumunii, w okręgu Vaslui, w gminie Muntenii de Jos. W 2011 roku liczyła 812 mieszkańców.